# Ardea alba modesta
Sous-espèce
Répartition géographique
- zone de nidification
- résident permanent
- non nicheur

Ardea alba modesta est une sous-espèce de la Grande Aigrette (Ardea alba), espèce d'oiseaux de la famille des ardéidés.
Cette sous-espèce réside en Asie et en Océanie. 
Elle a temporairement été élevée au rang d'espèce, par exemple chez Christidis et Boles en 2008, se fondant sur une étude génétique datant de 1987. Pratt montre en 2011 que cette séparation n'est pas justifiée et est une extrapolation de l'étude de 1987, conduisant à la réintégration de modesta au sein de A. alba.

## Distribution
Cette aigrette se retrouve au Pakistan, en Inde, au Népal, au Bangladesh, dans la péninsule indochinoise, en Chine, en Corée, au Japon, aux Philippines, en Malaisie, en Indonésie, en Nouvelle-Calédonie, en Australie et en Nouvelle-Zélande.

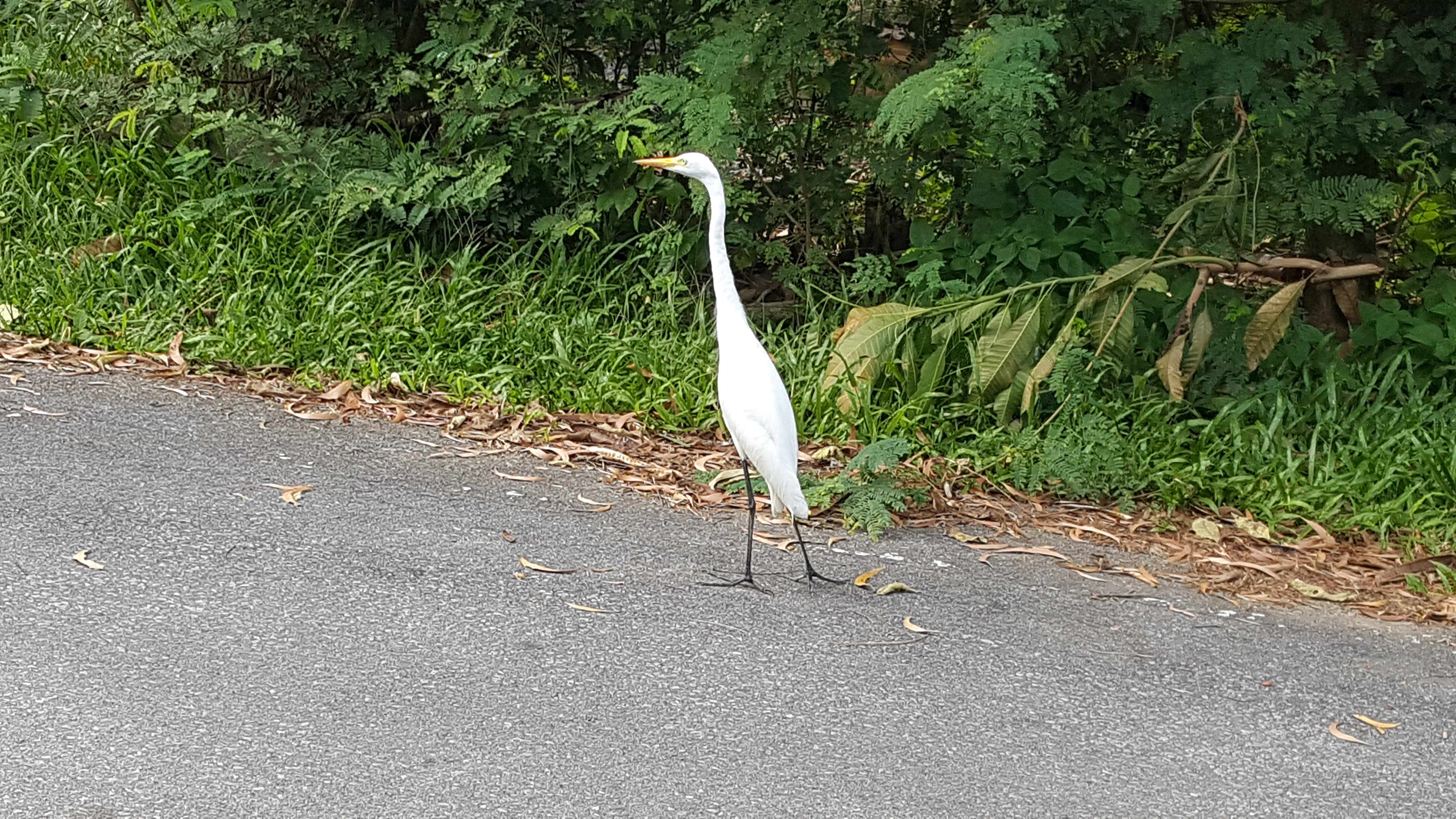
Grande aigrette Ardea alba modesta, Province de Phuket, Thaïlande

## Habitat
Cet oiseau fréquente une grande variété d’habitats aquatiques, autant en eaux douces qu’en eaux salées.

## Nidification
Cette aigrette niche dans les roselières, les arbres (par exemple Larix, mangrove, Melaleuca, Eucalyptus, Casuarina) ou les arbustes, généralement en un lieu isolé ou sur une île. Elle niche en colonies, habituellement en compagnie d’autres espèces (Nycticorax, ibis, spatules, cormorans). Le nid, fait de bâtonnets, est une plate-forme peu profonde de moins d’un mètre de diamètre. Il est construit surtout par la femelle qui utilise les matériaux que le mâle lui apporte. Les œufs sont au nombre de 2 à 5.

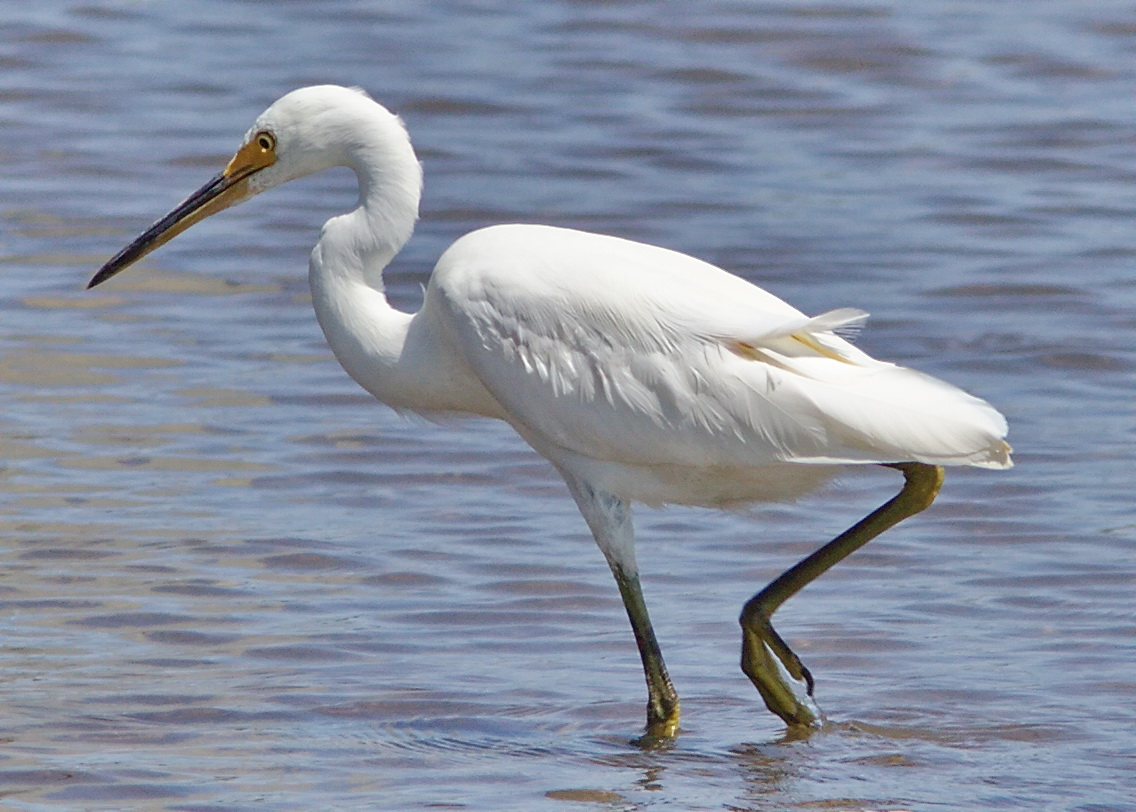
Individu pêchant
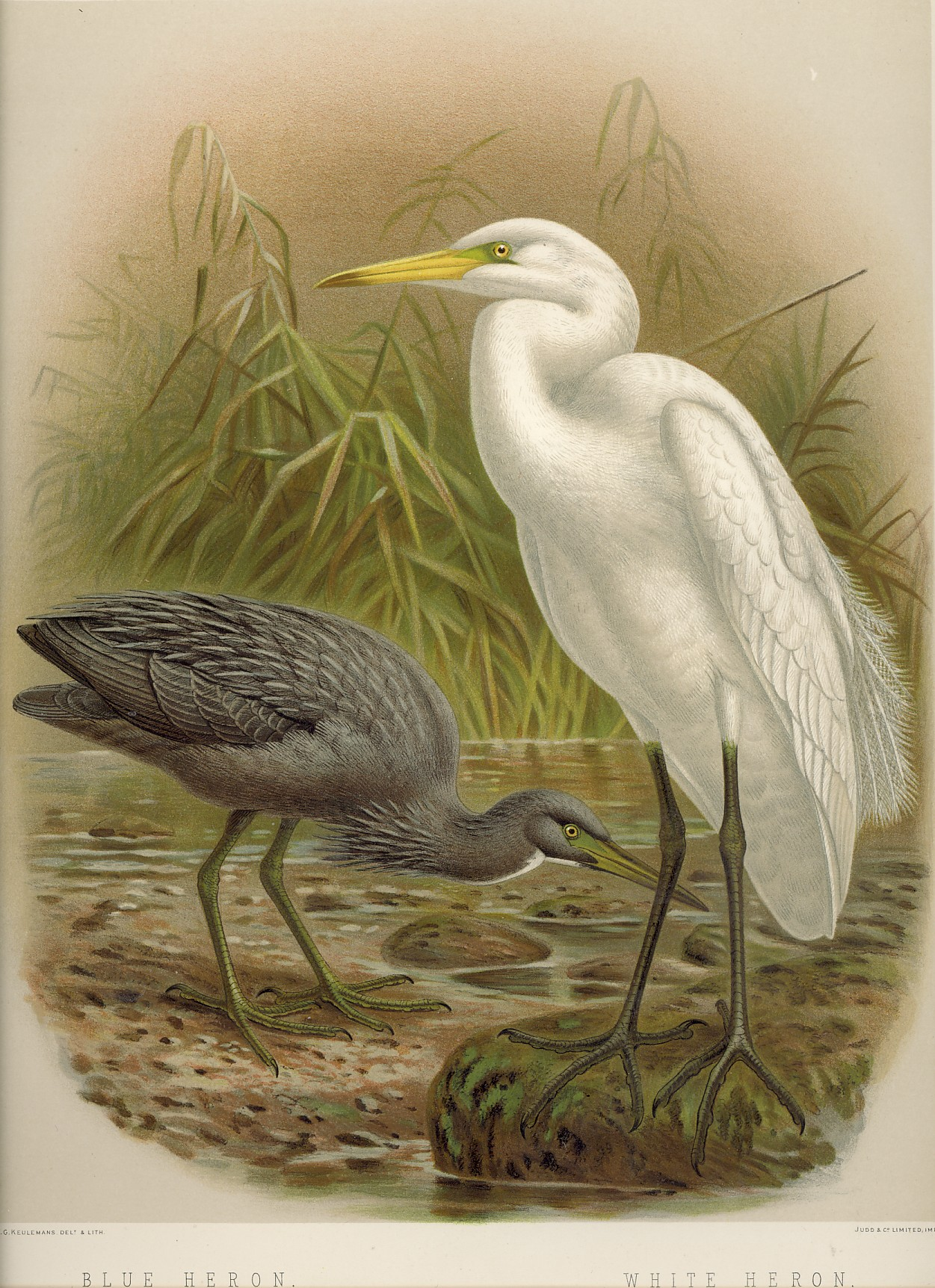
Aigrette sacrée, forme sombre, et Ardea alba modesta. Illustration de John Gerrard Keulemans.
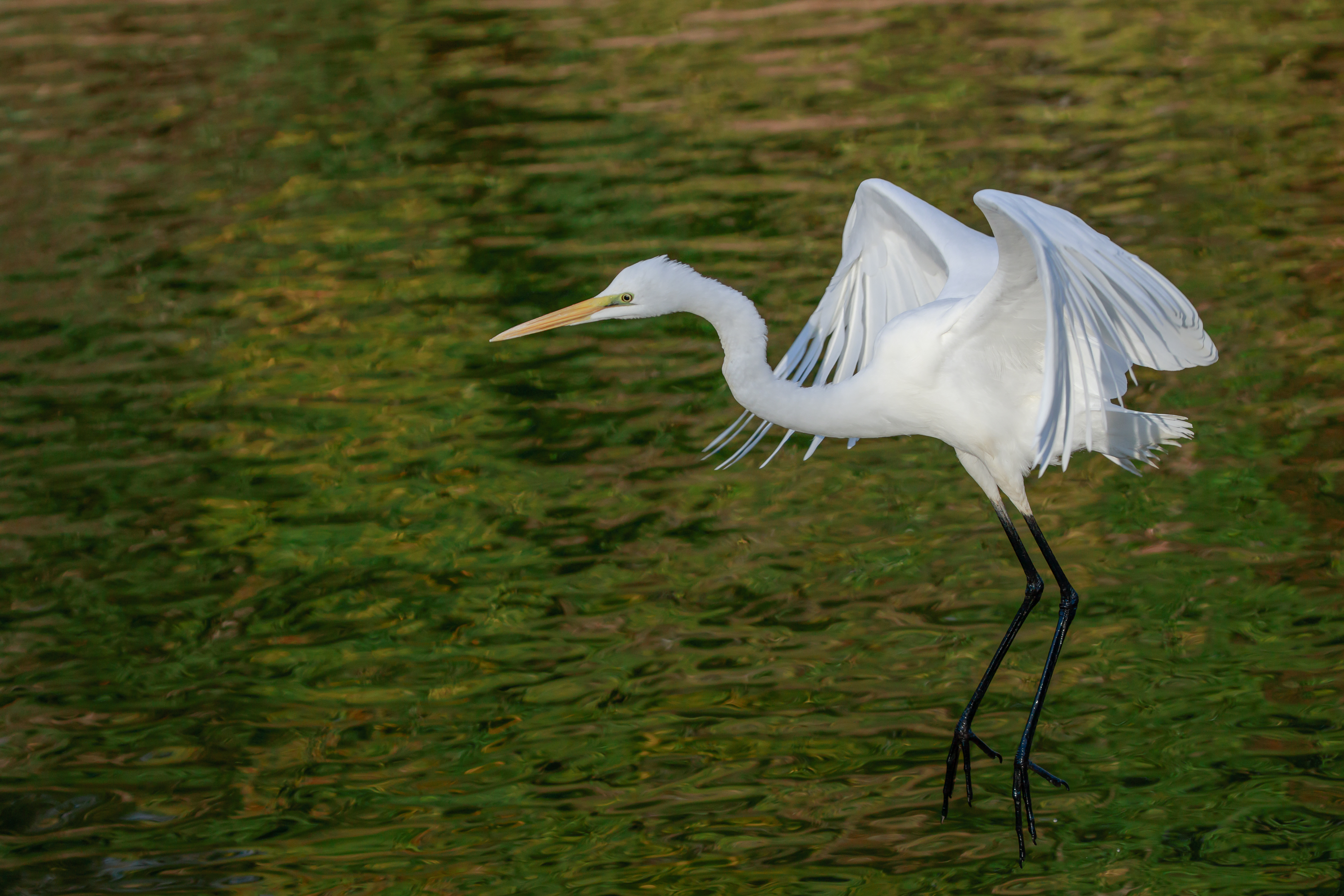
Individu dans le parc de Tennoji, Osaka.
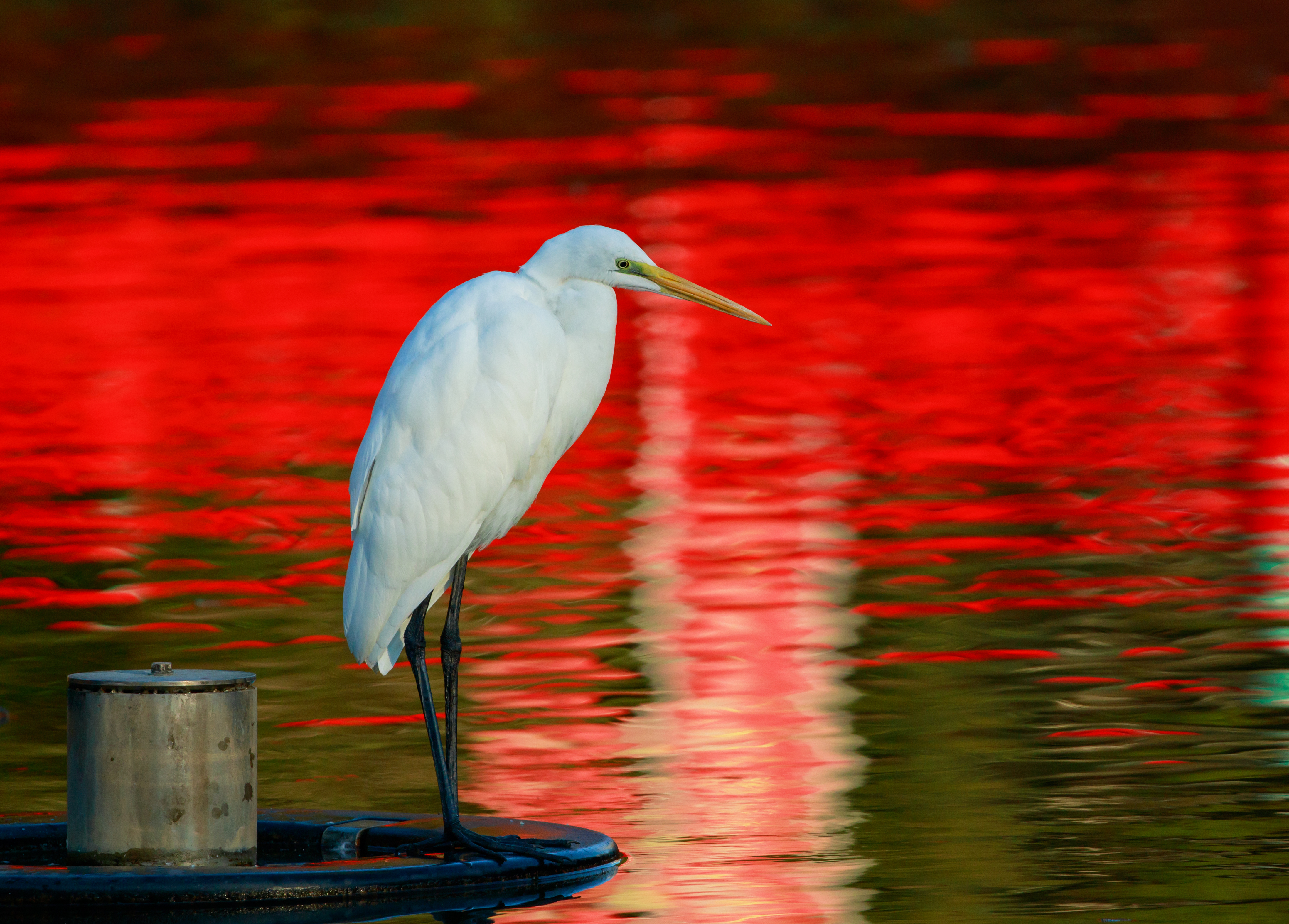
Un autre ou le même dans le même parc. Décembre 2016.
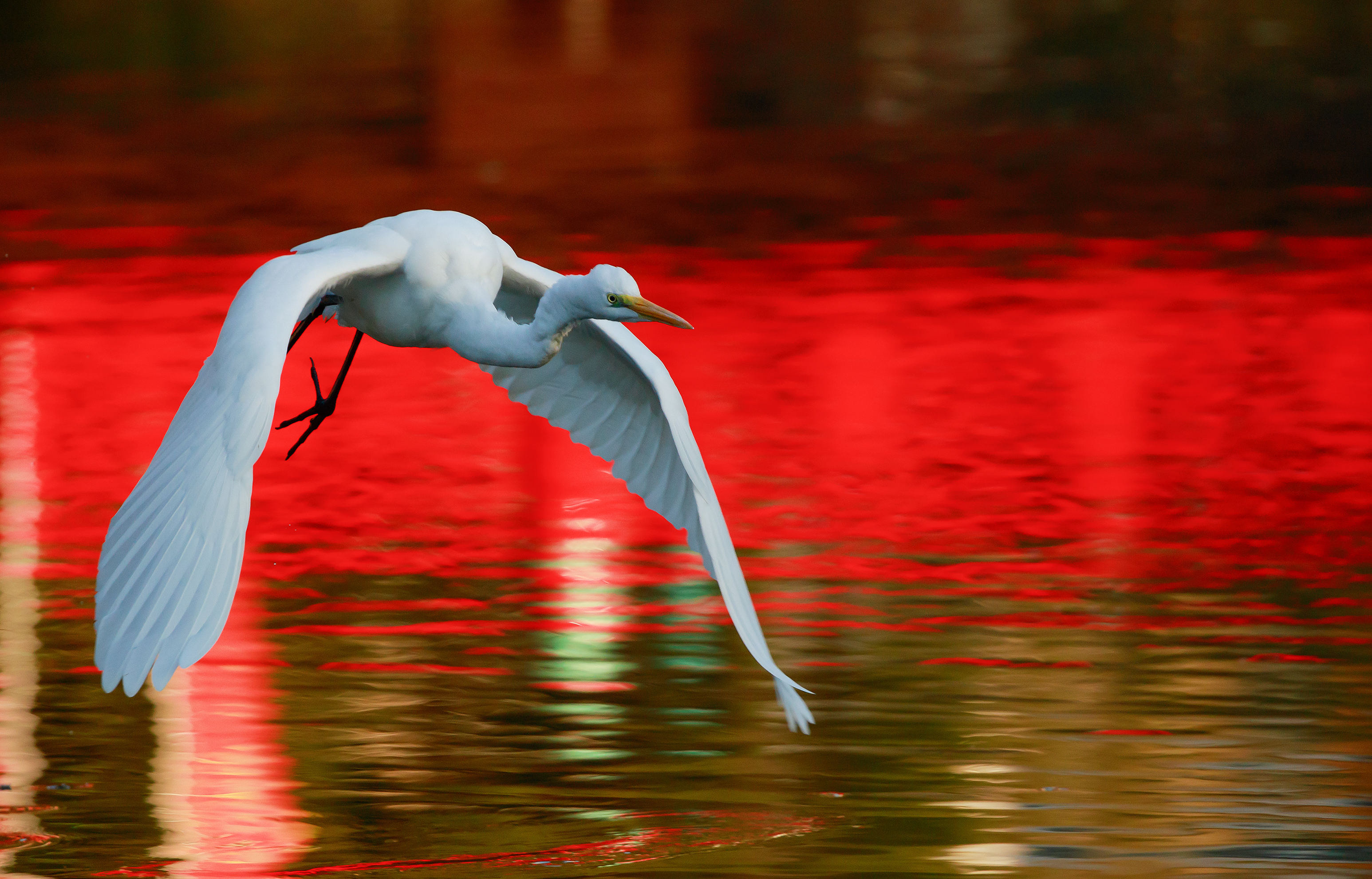
Pareil.
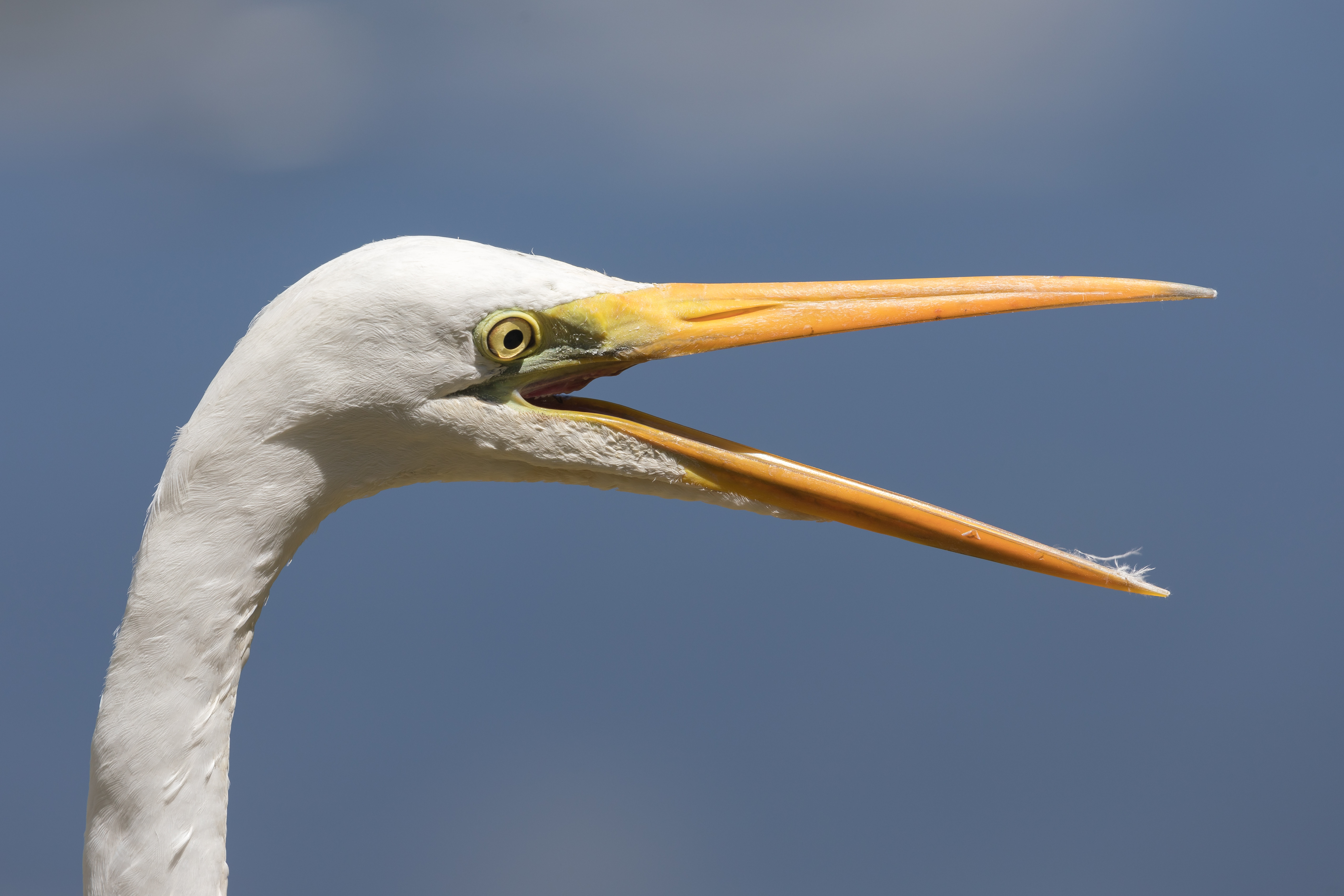
Vue rapprochée d'une tête de Grande Aigrette (Ardea alba modesta) avec le bec ouvert, au parc Shinjuku Gyoen, Tokyo, Japon.